# Лившиц, Исаак Григорьевич
Исаак Григорьевич Ли́вшиц (4 (16) мая 1896, Гродно, Российская империя — 13 июля 1970, Ленинград, СССР) — советский востоковед, египтолог, лингвист, историк.

## Биография
Исаак Григорьевич Лившиц родился 4 (16) мая 1896 года в городе Гродно Гродненской губернии (Белорусь), по другой версии в городе Ковно (современный Каунас, Литва). Вскоре семья переехала в Игумень (не позднее 1898 года), где отец — Гирш Мовшевич Лившиц (1871—1917) — был казённым раввином; затем в Нижний Новгород (не позднее 1903 года), где в 1905 году отец был также избран казённым раввином, а позже работал директором гимназии. Мать, Эстер-Рохл Берковна (Эсфирь Борисовна) Кавенокая (1872—1942), также была педагогом.
Окончив в 1915 году 1-й Нижегородскую гимназию, поступил на медицинский факультет Московского университета, но в 1919 году перевёлся на историко-филологический факультет.
В Москве учился у известного скрипача Л. М. Цейтлина. Подрабатывал статистиком Центросоюза (1918), сотрудником медицинской канцелярии 5-го сводного эвакогоспиталя (1919), делопроизводителем Управления санитарно-пропускными пунктами города Москвы (1920), в музее Толстого (1921—1923).
Окончив в 1925 году факультет общественных наук Ленинградского государственного университета приступил к работе в Яфетическом институте Академии наук СССР, позже переименованном в Институт языка и мышления под руководством акад. Н. Я. Марра и профессора И. Г. Франк-Каменецкого. Параллельно в 1926—1929 годах изучал языки в аспирантуре ЛГУ, выпускал научные труды, посвящённые древнеегипетском языку, письменности, истории. Весной 1936 года Лившицу присвоили степень кандидата филологических наук по совокупности работ.
В 1942 году в блокадном Ленинграде умерла мать учёного. Его с группой академиков эвакуировали в Казань, затем в Ташкент (Узбекистан). После войны Лившиц продолжил работу в Ленинградском Институте языка и мышления. Через год удостоился медалей «За доблестный труд в Великой Отечественной войне» и «За оборону Ленинграда».
По распоряжению Президиума АН СССР в апреле 1948 года Лившица перевели в Институт востоковедения АН СССР, в связи с сосредоточением там работ по египтологии. После реорганизации института в августе 1950 года Исаак Григорьевич продолжил сотрудничество с АН СССР по договору. В мае 1955 года был принят в Ленинградское отделение Института истории АН СССР на должность старшего научного сотрудника, а в марте 1959 вместе с группой востоковедов из ЛОИИ был переведён в Институт востоковедения АН СССР. В 1963 году по совокупности опубликованных работ Лифшицу была присвоена степень доктора филологических наук.
Скончался Исаак Григорьевич Лившиц 13 июля 1970 года в Ленинграде.

## Семья
- Сестра — переводчица Дебора (Дора) Григорьевна Лившиц (1903—1988).
- Брат — Яков Григорьевич Лившиц (1898—1967). Племянник — кандидат геолого-минералогических наук Юрий Яковлевич Лившиц (1933—2011).

## Научные труды
Главное место в наследии учёного занимают публикации ранних саркофагов из собрания В. С. Голенищева, полный каталог которых так и не вышел в свет. Антология произведений классической египетской литературы «'Сказки и повести Древнего Египта'» (Л.: 1979, М.: 2005) остаётся лучшим сборником переведённых древнеегипетских историй.

### Статьи
- Детерминатив к древнеегипетским словам mwt «мертвец» и xftj «враг» // Яфетический сборник. Т. VI — Л.: Изд-во Акад. наук СССР, 1930 — С. 220—230.
- Фрагмент египетской надписи с именем Тутмоса III // Язык и мышление. Т. 2. 1934. С. 129—130.
- Время — пространство в египетской иероглифике // Академия наук академику Н. Я. Марру. М.-Л., 1935. С. 223—246.
- Ещё об иероглифе дороги // Язык и мышление. Т. 3/4. 1935. С. 281—284.
- Н. Я. Марр и египтология // Язык и мышление. Т. 8. 1937. С. 189—200.
- Плита из гробницы Паи // Памяти академика Н. Я. Марра. — М.; Л., 1938. — С. 385—386.
- Новый вариант мифа о рождении и гибели Солнца (египетское сказание о «небе-свинье») // Вестник древней истории — 1948 — № 3 (25) — С. 184—193.
- Перевод, редакция и комментарии И. Г. Лившица. С. 9—93; С. 98—271; Ст.: Дешифровка египетских иероглифов Шампольоном. С. 98—241 // Шампольон Ж.-Ф. О египетском иероглифическом алфавите. М.: АН СССР, 1950. 271 с. Ответственный редактор акдемик В. В. Струве. (АН СССР. Классики науки)
- Из истории рус. египтологии: (С. И. Коссаковский: Доклад об иероглифической системе Шампольона)// Палестинский сб. Вып. 3 (66). М.-Л., 1958. С. 151—470.
- Изучение египетского языка в СССР: (Кратк. очерк) // Палестинский сб. Вып. 5 (68). М.-Л., 1960. С. 116—141.
- Об иероглифе // Вестник древней истории. - 1960. - 3. - С. 128-129.
- Nouveaux documents sur 1 ‘histoire de l’egyp-tologie // Cahiers d’histoire mondiale. Vol. 6. Neuchatel, 1961, № 3. P. 605—627.
- Фрагмент саркофага с отрывком из «Текстов пирамид» // Древний мир. М., 1962. С. 130—133.
- «Бремя Синухета»// Проблемы соц.-экон. истории древнего мира. М.-Л., 1963. С. 47—54[4].
- Два неизданных письма Ж. Ф. Шампольона // Палестинский сборник. Вып. 2 (64—65). М.-Л., 1966. С. 115—126.
- Фрагмент саркофага из Ахмима // Эпиграфика Востока. Вып. 17. 1966. С. 6—17.
- Надписи на фрагментах деревянного саркофага «князя, единственн, друга (царя)» Spsj-pw-Mnw // Эпиграфика Востока. Вып. 18. 1967. С. 3—15.
- Росписи и надписи на саркофаге египтянки ‘It дочери ‘Ij // Труды Института этнографии АН СССР. Новая серия. Т. 93. Вып. 7. Africana. Л., 1969. С. 12—108.
- Надпись из Ахмима // Эпиграфика Востока. Вып. 21. 1971. С. 4—14.